# 2024年ラファフ人質救出作戦
2024年ラファフ人質救出作戦（2024ねんラファフひとじちきゅうしゅつさくせん）は、イスラエル国防軍によって「黄金の手作戦」（おうごんのてさくせん、英語: Operation Golden Hand、ヘブライ語: מבצע יד זהב）と命名され、2023年10月7日のニル・イッツハク襲撃事件で誘拐された2人のイスラエル民間人を奪還するために、イスラエル総保安庁とヤマム（イスラエル国境警察管轄。国内の人質救出及び対テロ作戦を主任務とする特殊部隊）と協力して実施された攻撃と人質救出作戦である。この作戦の隠れ蓑として使われた早朝の空爆で、イスラエルは少なくとも74人のパレスチナ人を殺害したと発表したが、他の推定では100人に近い数字が出ている。

## 背景
2023年10月7日の朝、ハマースとその他パレスチナ武装勢力がイスラエルに奇襲攻撃を開始した（2023年のハマスによるイスラエル攻撃）。ガザ地区から数千発のロケット弾が発射され、約3,500人の武装勢力がイスラエルに侵入し、ガザ包囲域内の数十のイスラエルのキブツや軍事施設を攻撃した。結果、外国人含む1,139人が死亡し、248人が拉致され人質になった。イスラエルとアルゼンチンの二重国籍者であるフェルナンド・シモン・マルマン（60歳）とルイス・ハー（70歳）は、2023年10月7日、ニル・イッツハクへの攻撃の一環として、ニル・イッツハクからガザ地区へ誘拐された。イスラエルは10月27日にガザ地区に侵攻を開始した。
人質救出の成功は開戦以来2度目で、最初の救出は2023年10月30日に行われ、捕虜となったイスラエル国防軍兵士オリ・メギディッシュが救出された。

## 作戦
ヤマム（イスラエルの国家テロ対策部隊）、シンベト（イスラエル総保安庁）、シャイェテット・13（IDF海軍の特殊部隊）が長期にわたって作戦に取り組んだが、2月12日まで、現場の状況は作戦の実行を許さなかった。この作戦を統括した作戦本部には、シンベト長官、参謀総長、警察長官、ヤマム司令官、軍事情報部長官、作戦本部長、空軍司令官らがいた。その後、国防相と首相も加わった。
イスラエル国防軍のダニエル・ハガリ報道官は、作戦は午前1時49分ごろに行われ、イスラエル空軍による早朝の空爆は、作戦開始の約1分後、武装勢力が眠っているときに行われたと述べた。ラファフ中心部にある人質がいるビルには、ヤマムが近くのビルの屋上から降りて侵入したと報じられている。
空爆開始時、人質を瓦礫から守るために兵士たちは体で覆ったと報じられている。兵士たちは、1階にさらに武装勢力が潜伏している恐れがあったため、救出した人質とともに2階から脱出した。この際、イスラエル兵1人が高所から落下して軽傷を負った。作戦は1時間ほどで終了した。
その後、兵士と人質はシャイェテット・13、5515部隊、第7機甲旅団の協力のもと、軍事用ヘリを用いイスラエルに移送された。2人の人質はシェバ医療センターで診察を受けた。センターによると全身状態は安定しているものの、衰弱しており、体重がかなり減少しているとのことであった。
ガザ保健省は当初、イスラエルの作戦で女性や子供を含む少なくとも67人のパレスチナ市民が死亡したと発表したが、その直後にその数は「最低でも94人」に訂正された。イスラエルは、殺害された人々の多くは武装勢力だったと発表した。一方で、ガザ保健省は、死亡者の70％は民間人であったと発表した。アルジャジーラの特派員タレク・アブ・アズームは、その様子を次のように語った：イスラエル軍の砲撃から安全な場所を探して、家族が道路の真ん中を走っていました。この攻撃は常識外れです。」

## 余波
空爆の結果、少なくとも74人のパレスチナ人が死亡したことが確認された。ラファフの病院から情報を引き出したパレスチナ人権センターによると、死者には少なくとも27人の子供と22人の女性が含まれているとのことである。
この作戦はイスラエルのメディアで大きく取り上げられ、治安部隊の作戦成功が称賛された。また、世界中のメディアでも大きく取り上げられた。ベンヤミン・ネタニヤフ首相、ヨアヴ・ガラント国防相、ヤアコフ・シャブタイ警察庁長官は、作戦に参加した兵士たちと面会し、作戦成功を祝福した。
ハマースのスポークスマンは、今回の空爆について、「無防備な市民や避難民の子ども、女性、高齢者に対する恐ろしい虐殺」と揶揄した。
国際刑事裁判所のカリム・カーン検察官は、ラファフからの報告は深い懸念の原因であり、武力紛争法を無視しているようだと述べた 。スポーツコメンテーターのデイヴ・ジリンなどは、スーパーボウルLVIIIと日付がかぶさったことから「スーパーボウルの大虐殺」と呼んだ。
「何十人ものパレスチナ人が殺されているときに、何百万人ものアメリカ人はスーパーボウルを祝っていた」と皮肉を言うコメンテーターもいた。平和へのユダヤ人の声はこう述べている： 「アメリカ人がスーパーボウルを見ている間に、イスラエル軍は世界で最も人口密度の高い都市であるラファフを爆撃している。これは意図的なものだ」。スーパーボウルでは、イスラエルがハマースと戦争状態にあるということを伝えるコマーシャルが流れたものの、イスラエルがガザ地区への侵攻によって殺害した2万9000人のパレスチナ人には触れられることはなかった。広告のスポンサーはイスラエル政府で、CMの費用は約700万ドルとされている。連邦通信委員会は、この広告が外国政府から支払われたものであることを公表しなかったため、1万件ものクレームが来た。
アメリカ・アラブ反差別委員会は、ラファフへの攻撃はスーパーボウルに合わせて計画されたもので、イスラエルはその日、アメリカ国民が他のニュースに注意を払わないことを知っていたからだと論じた。また、デーブ・ジリンは、イスラエルが何十人ものパレスチナ人を殺害しながら、広告を通じてアメリカ国民に影響を与えるのは、「偶然というよりも軍事的な協力に近い」と述べた。
ハーバード大学の学生たちは、ワイドナー記念図書館で空爆に抗議する「die-in」に参加した。「die-in」の様子はパレスチナ赤新月社やその他の団体によってネット上で公開された。